# 相对论性喷流
相对论性喷流是来自某些活动星系、射电星系或类星体中心的强度非常高的等离子体喷流。这种喷流的长度可达几千甚至数十万光年。现在一般认为相对论性喷流的直接成因是中心星体吸积盘表面的磁场沿着星体自转轴的方向扭曲并向外发射，因而当条件允许时在吸积盘的两个表面都会形成向外发射的喷流。如果喷流的方向恰巧和星体与地球的连线一致，由于是相对论性粒子束，喷流的亮度会因而发生改变。目前在科学界相对论性喷流的形成机制和物理成分仍然是个有争议的话题，不过一般认为喷流是电中性的，其由电子、正电子和质子按一定比例组成。一般还认为相对论性喷流的形成是解释伽玛射线暴成因的关键。这些喷流具有的洛伦兹因子可达大约100，是已知的速度最快的天体之一。
类似的较小尺寸的相对论性喷流可由中子星或恒星质量黑洞的吸积盘而产生，这类系统经常被称作微类星体。一个著名的例子是SS 433，其经过周密观测得到的相对论性喷流速度达到了光速的0.23倍，而大多数微类星体可能具有比这高得多的喷流速度（这一点还没有被更多的周密观测所证实）。其他更小尺寸以及速度更低的喷流可以在很多双星系统中通过加速机制形成，这种加速机制可能和已观测到的地球磁圈与太阳风之间的磁重联过程相类似。

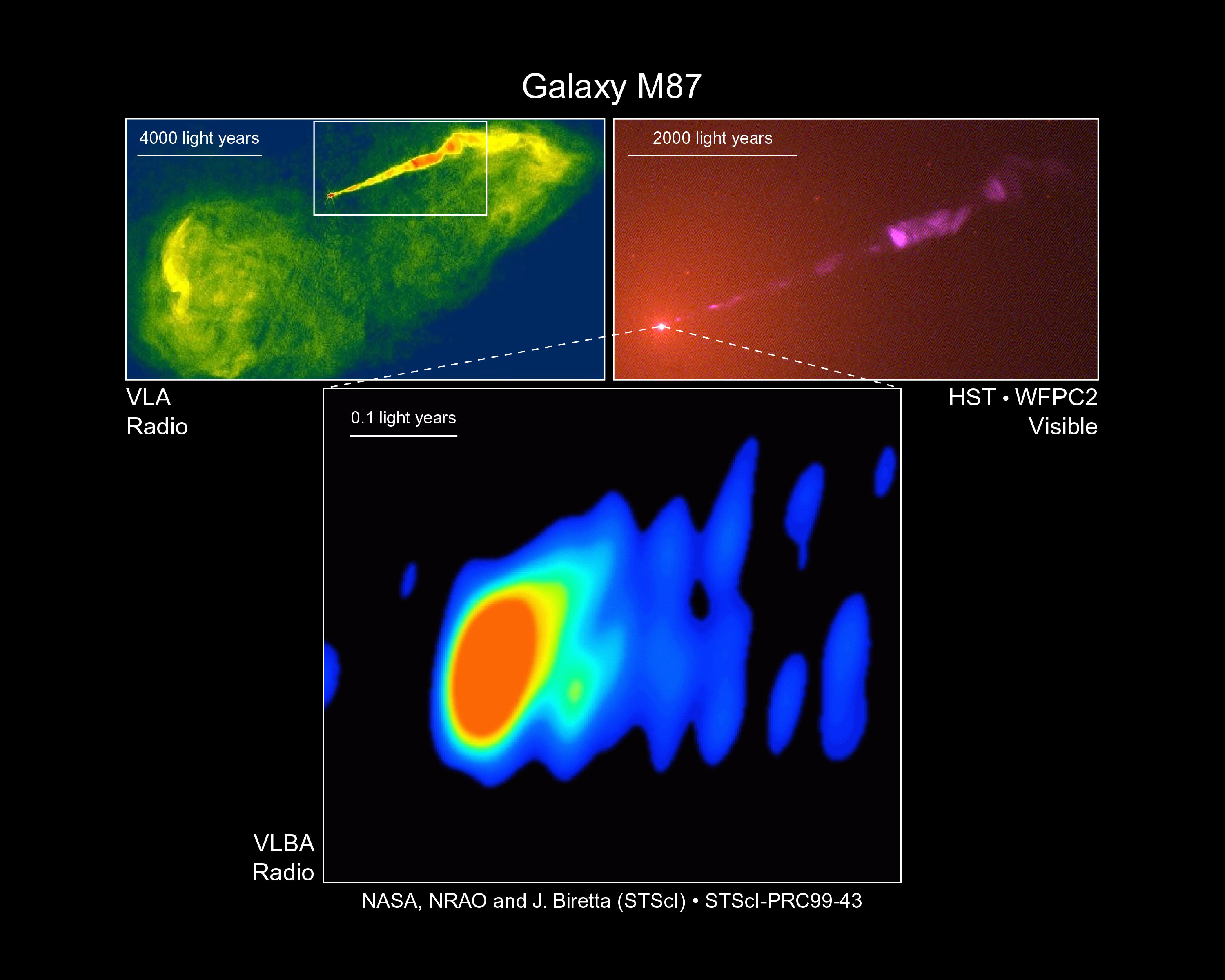
左上：1989年2月由VLA射电望远镜拍摄的M87的无线电波段照片，M87是位于室女座的距地球五千万光年的射电椭圆星系，不同颜色表示的是无线电波的能量密度分布；右上：1998年2月由哈勃太空望远镜拍摄的M87的可见光波段照片，其相对论性喷流是由一个质量为三十亿个太阳质量的超大质量黑洞产生的；下图：1999年3月由VLBA射电望远镜拍摄的M87靠近中心黑洞的无线电照片，同样的，不同颜色代表着不同区域内的能量密度分布，其中红色区域的半径大约为十分之一光年。

## 旋转黑洞作为能量源
由于形成这样的相对论性喷流所需要的惊人能量，部分喷流被认为是由旋转黑洞对其加速而形成的。当前有两种主要的理论来解释能量是怎样从黑洞转移至喷流的：
- 布蘭德福–日納傑過程[5]：这是目前从中心黑洞抽取能量的最佳理论之一。该理论认为，能量来自于吸积盘周围的磁场。磁场被自转的黑洞所拖拽和缠卷。当磁力线被缠紧时就可能将相对性粒子发射出去。

- 彭罗斯机制[6]：罗杰·彭罗斯的理论认为，能量来自于旋转黑洞的参考系拖拽效应。这个理论后来被证实可以为相对论性粒子的抽取到能量和动量[7]。从而该理论成为了一种形成相对论性喷流的可能机制[8]。

## 相关图片

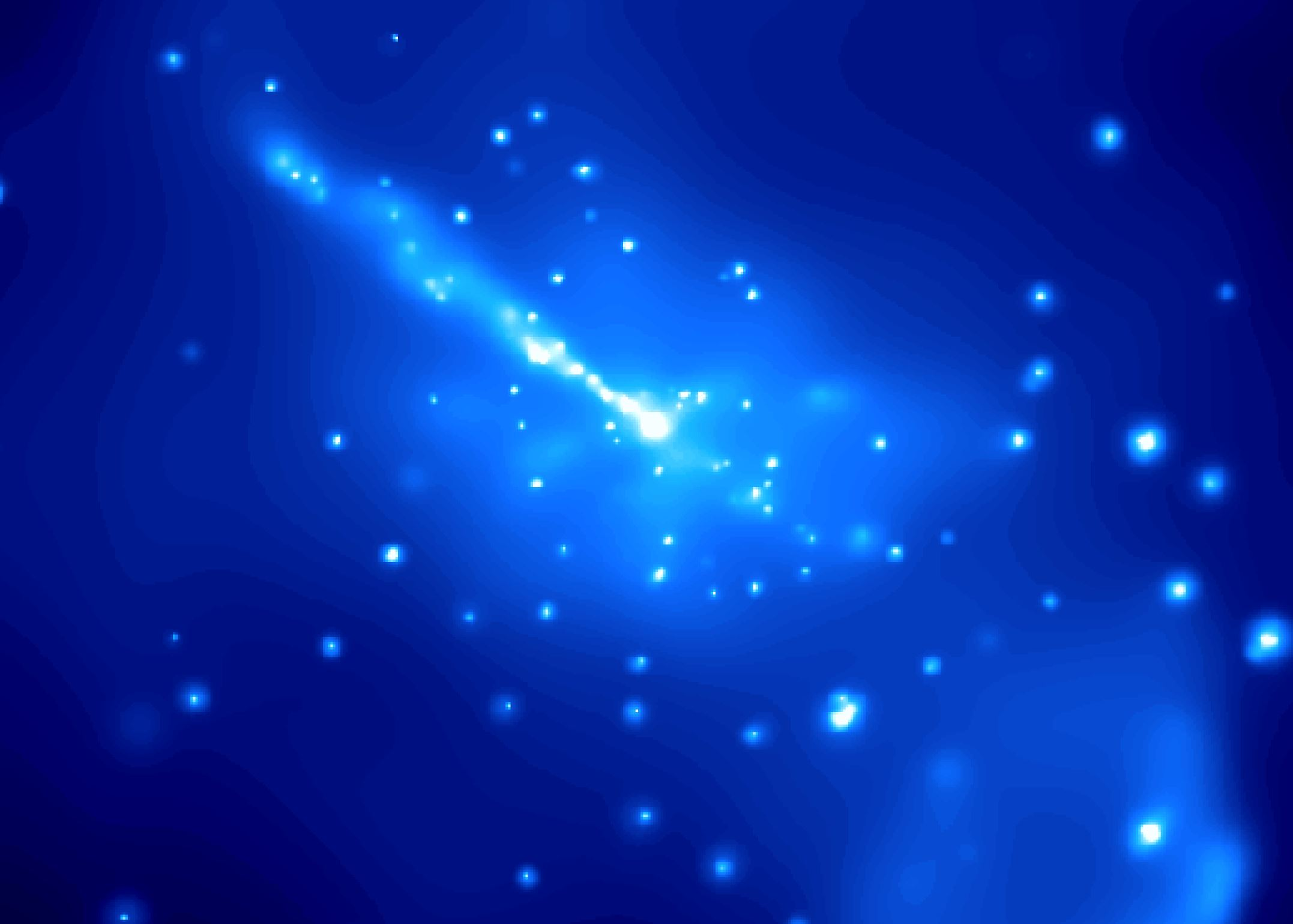
半人馬座A
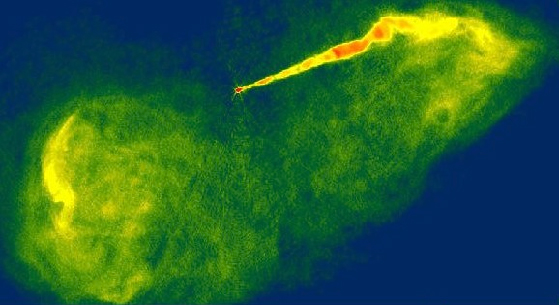
M87
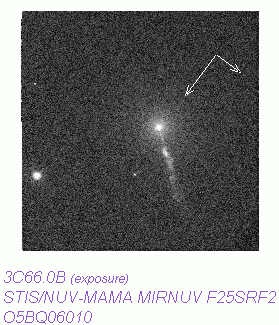
3C 66B

## 延伸阅读
- Melia, Fulvio（弗爾維奧‧梅利亞）, The Edge of Infinity. Supermassive Black Holes in the Universe （《无限遠的边缘：宇宙中的超大质量黑洞》）剑桥大学出版社2003年出版, ISBN 978-0-521-81405-8 ；中文版由蕭耐園翻譯，湖南科學技術出版社2006年11月初版，ISBN 7-5357-4713-2 /N.148